# اولیاءالله آملی
محمد بن حسن آملی معروف به مولانا اولیاءالله آملی از علما و تاریخ نگاران قرن هشتم و از اهالی آمل بوده‌است.
او نویسنده و تاریخ‌نویس پرآوازهٔ مازندرانی که تاریخ رویان را در مورد پدید آمدن ولایت رویان و رستمدار و شرح حال سلاطین غرب مازندران را به رشتهٔ تحریر در آورد این کتاب از منابع ارزشمند حوادث گذشتهٔ مازندران به‌شمار می‌آید.
وی مورد توجه ملک فخرالدوله حسن بن شاه کیخسرو، اسپهبد سلسلهٔ باوندیان کینخواریه، بوده و پس از قتل ملک مزبور به دست پسران کیا افراسیاب چلاوی در ۷۵۰ که ناامنی آمل را فرا گرفته بود، اولیا الله آملی نیز از آمل به رویان مهاجرت کرد و مورد توجه ابوالمعانی فخرالدوله شاه غازی بن زیار بن کیخسرو، ملک پادوسبانی، واقع شد و بنا به خواهش وی تاریخ رویان را تألیف کرد. این تاریخ، مشتمل بر شرح اوضاع تاریخی مازندران و رویان تا سال ۷۵۰ هجری که در مقدمهٔ تاریخ ظهیرالدین مرعشی آمده‌است و مورخ مزبور از آن استفاده نموده‌است.

## آثار
- تاریخ رویان
- جغرافیا مازندران